# М-50 (самолёт)

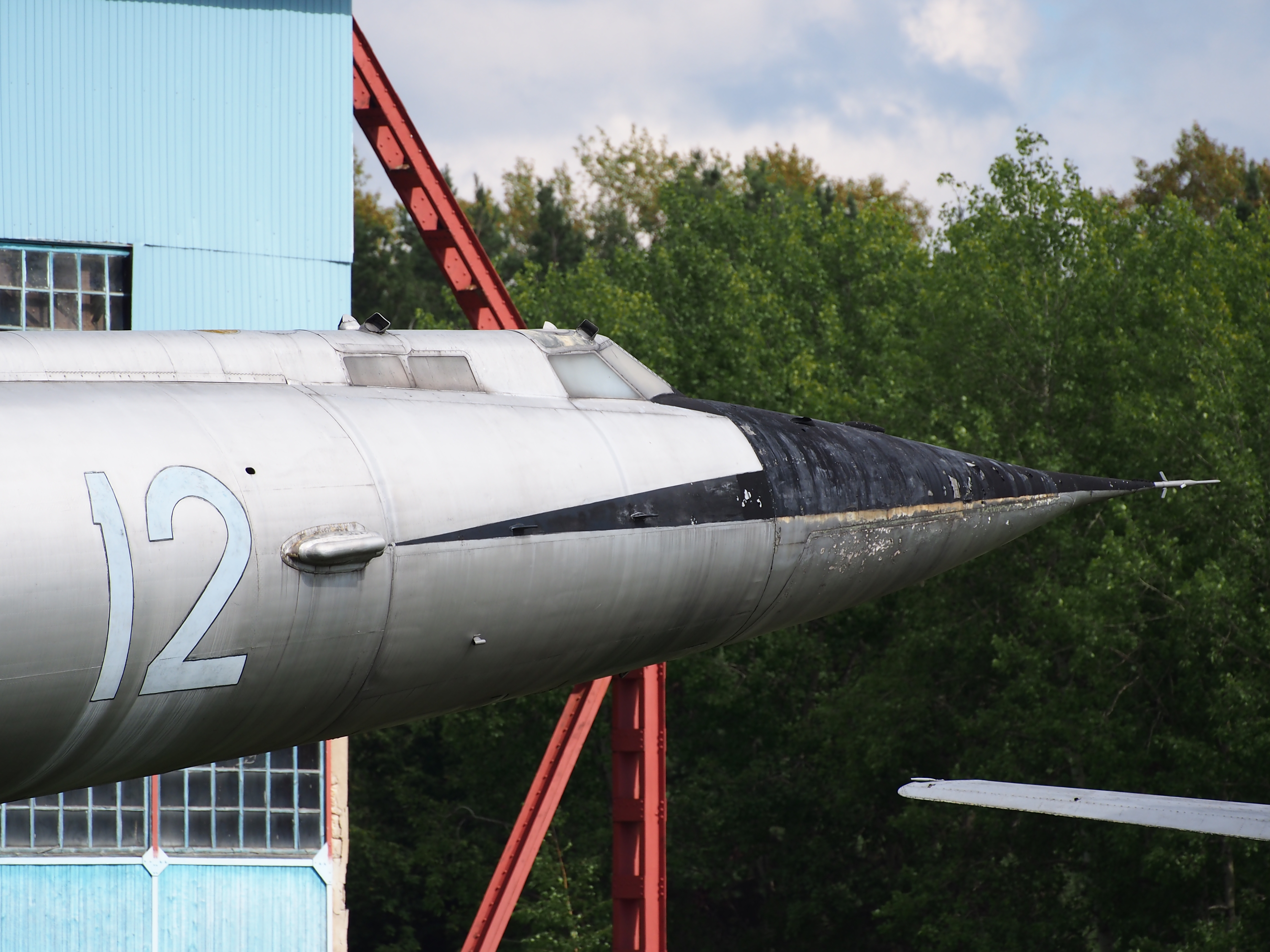
Кабина М-50А

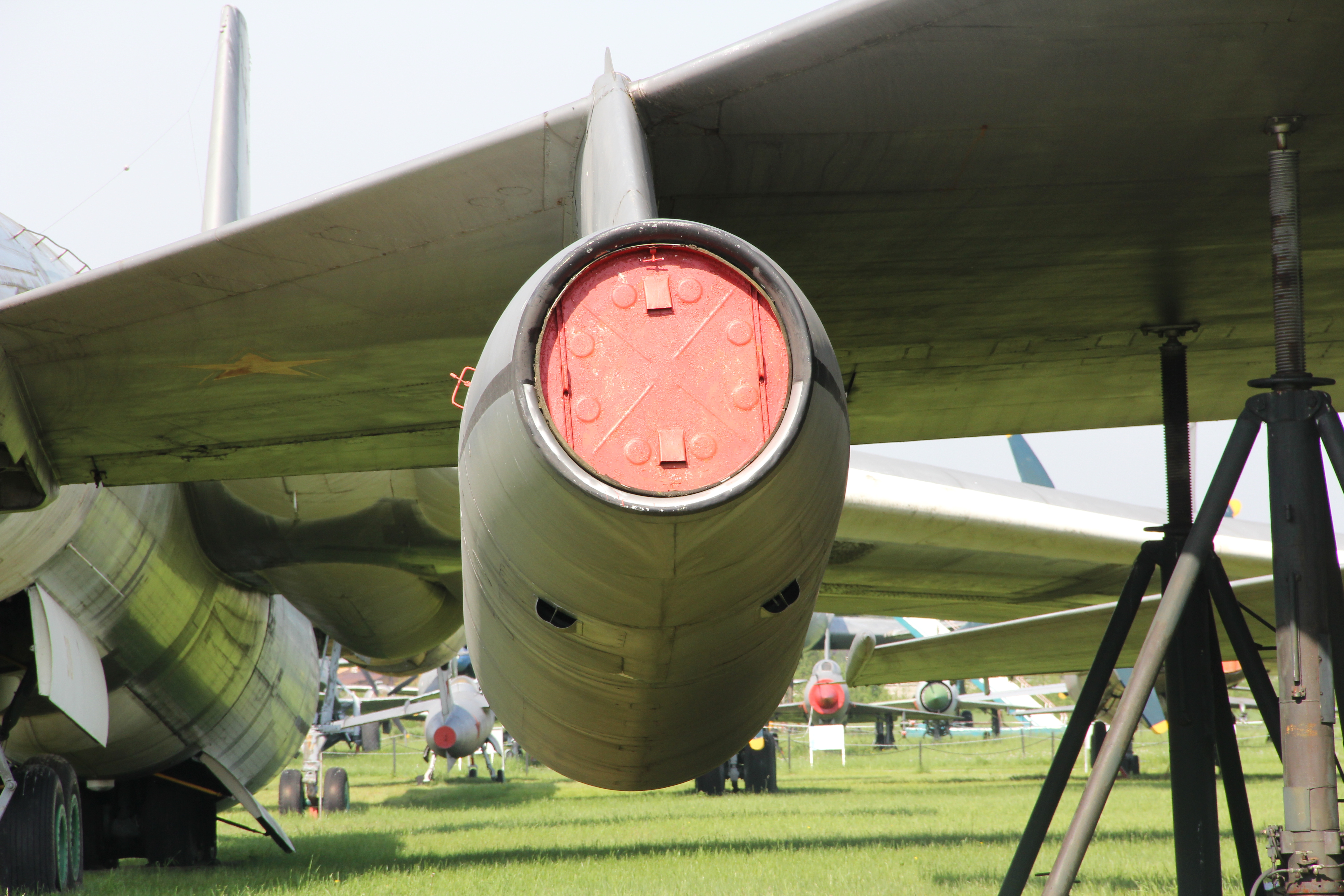
Двигатель ВД-7 под крылом самолёта М-50А

М-50 (по кодификации НАТО: Bounder) — проект советского сверхзвукового стратегического бомбардировщика разработки ОКБ Мясищева.
Был построен один прототип, получивший обозначение М-50А, который совершил первый полёт в 1959 г.; в 1961 г. испытания самолёта были остановлены.

## История разработки
В конце 1940-х годов в ВВС СССР возникла острая необходимость в создании нового стратегического бомбардировщика, способного на высокой скорости доставить ядерное оружие на расстояние до 12 000 км. ОКБ Мясищева создало бомбардировщик М-4. Однако в это время происходит перевооружение войск ПВО мировых лидеров новейшими зенитно-ракетными комплексами (ЗРК) и принятие на вооружение самолётов-истребителей, способных подниматься на высоту до 20 км. Таким образом, срочно потребовались сверхзвуковые бомбардировщики, способные преодолеть противодействие новых ЗРК ПВО и истребителей ВВС противника.

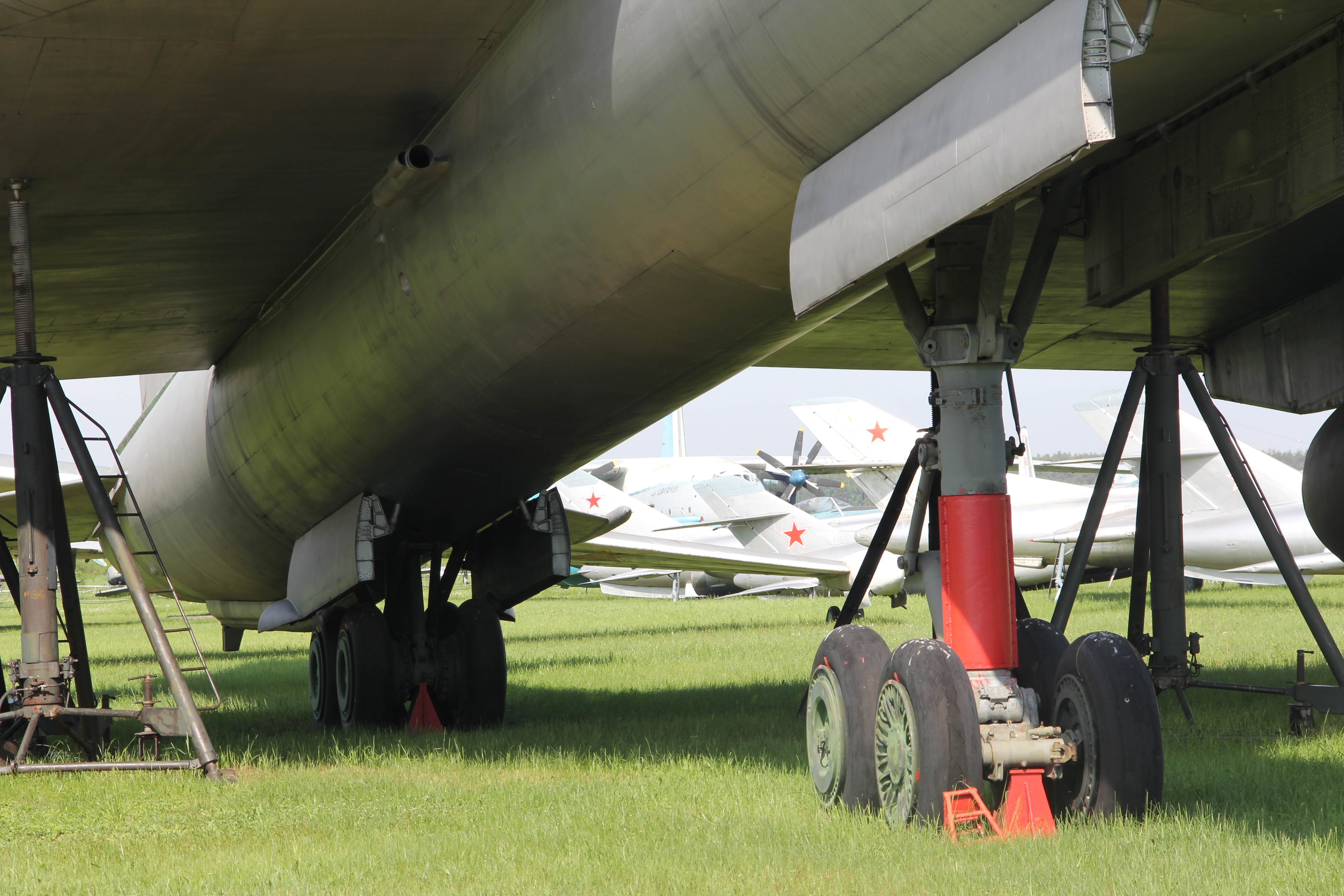
Шасси велосипедного типа на М-50А

Работы по созданию стратегического бомбардировщика начались в ОКБ Мясищева в 1956 г. В результате был спроектирован самолёт классической схемы с треугольным крылом и стреловидным цельноповоротным оперением, с фюзеляжем минимального поперечного сечения. На крыльях в мотогондолах размещались четыре двигателя — два на пилонах под крыльями и два на концах крыльев.
М-50 стал достаточно крупным (58 м в длину, размах крыльев 27 м) и тяжёлым (взлётная масса — 238 т, из которых 70 % — масса топлива) самолётом. При этом его экипаж составлял всего два человека, размещавшихся в кабине истребительного типа тандемом. В связи с отсутствием в экипаже стрелка, оборонительная кормовая пушечная установка должна была управляться дистанционно, однако на опытной машине она отсутствовала. Самолёт планировалось оснастить новыми образцами оборудования (топливного, холодильного, электрического), полностью автоматизированными системами самолётовождения, навигации и бомбометания — всего 410 наименований, из которых 242 были опытными.
В конструкции самолёта было использовано шасси велосипедного типа; такая схема позволила создать более аэродинамически «чистое» крыло без утолщений для гондол шасси и облегчить самолёт, сконцентрировав его основную массу ближе к центру тяжести. С другой стороны, велосипедное шасси усложняло выполнение взлёта и посадки и предъявляло более высокие требования к квалификации экипажа.
Максимальная дальность полёта самолёта по проекту должна была достигать 14—15 тыс. км, без дозаправки — 11—12 тыс. км. На подходе к цели бомбардировщик должен был развивать скорость до 1900—2000 км/ч. Предполагалось, что бомбовая нагрузка самолёта, для размещения которой был предусмотрен отсек вооружения, составит до 30 т.
Кроме того, рассматривалась перспектива использования М-50 в качестве носителя крылатой ракеты М-61 со складывающимися крыльями, которая также разрабатывалась фирмой Мясищева; дальность пуска ракеты, составлявшая 1000 км, должна была обеспечить бомбардировщику возможность поражения объектов противника без входа в зону действия неприятельской ПВО.

### Проблема с двигателями
Конкурс на разработку силовой установки для М-50 был выигран Казанским авиамоторостроительным заводом, главным конструктором которого был П. Ф. Зубец. Двигатель, получивший название М16-17, конструировался как наиболее мощный на тот момент турбореактивный двигатель в мире, и характеристики М-50 рассчитывались исходя из его показателей. Однако казанским моторостроителям не удалось довести М16-17 до требуемых характеристик, и для проведения лётных испытаний М-50 пришлось искать другую силовую установку. Выбор пал на ВД-7; модификацию этого двигателя с форсажной камерой (ВД-7А) установили на пилонах под крылом бомбардировщика, бесфорсажную модификацию (ВД-7Б) — на концах крыла. С этими двигателями бомбардировщик получил обозначение М-50А.

## Испытания
Осенью 1958 г. постройка экспериментального самолёта завершилась и машина прошла заводские испытания. Затем она была разобрана, погружена на баржу и доставлена вниз по Москве-реке на аэродром ЛИИ им. М. Громова в г. Жуковском.
В начале мая 1959 г. М-50А был передан на наземные испытания. Всего с 28 мая по 15 июня 1959 было проведено пять этапов испытаний, после которых самолёту потребовались серьёзные доработки. Следующая серия испытаний М-50А прошла в октябре. После четырёх рулёжек самолёт, наконец, совершил кратковременный отрыв от взлётно-посадочной полосы, продемонстрировав готовность к началу лётных испытаний.
Программа государственных испытаний М-50А, включавшая 35 испытательных полетов, была утверждена председателем Госкомитета Совета Министров СССР по авиационной технике П. В. Дементьевым 22 октября 1959 г.
Первый полёт экспериментального самолёта состоялся уже 28 октября, под управлением лётчиков-испытателей Героя Советского Союза Н. И. Горяйнова и А. С. Липко. В ходе полёта, длившегося 35 минут, они набрали высоту 1000 м, пролетели над взлётно-посадочной полосой аэродрома, выполнили два круга и успешно совершили посадку. В ходе следующего полёта М-50А, имевший взлётную массу 118 т, развил скорость 1010 км/ч и достиг высоты 5000 м, после чего программа испытаний была приостановлена и самолёт подвергся ряду доработок.
Вместо 35 полётов, предусмотренных программой, М-50А в период с 28 октября 1959 г. по 5 октября 1960 г. совершил лишь 11, общей длительностью 8 часов 33 минуты. Максимальная скорость, достигнутая в ходе испытаний, составляла 1090 км/ч. По версии ОКБ-23, она равнялась 1,01М, по версии ЛИИ имени М. М. Громова — лишь 0,99М. Таким образом, стало очевидно, что с двигателями ВД-7А самолёт был не в состоянии преодолеть звуковой барьер. В апреле 1961 г. внутренние двигатели самолёта были заменены на модернизированные ВД-7МА, но в ходе восьми последних полётов сверхзвуковой скорости на М-50А достичь так и не удалось.
Работы по М-50 и его модификации М-52 были остановлены в 1961 г. в связи с несколькими причинами, главными из которых были несоответствие проектных характеристик самолёта практическим и очевидные успехи в развитии ракетных средств доставки ядерного оружия, делавшие дальнейшую доводку самолёта нецелесообразной. Наконец, в октябре 1961 было закрыто ОКБ В. Мясищева, что поставило точку в истории разработки проекта М-50.
В общей сложности, М-50А совершил 19 полётов, одним из последних стало участие в воздушном параде в Тушине 9 июля 1961 г.
После этого самолёт провёл несколько лет на стоянке аэродрома ЛИИ имени Громова, а затем был передан в музей ВВС в Монино, где и находится в настоящее время.

## Конструкция[2]
М-50 — четырёхдвигательный сверхзвуковой бомбардировщик, выполнен по классической схеме с треугольным высокорасположенным крылом и стреловидным хвостовым оперением. Бомбардировщик должен был управляться двумя членами экипажа — лётчик и штурман. Самолёт имел наивысшую для своего времени степень автоматизации, что позволяло полностью управлять самолётом уменьшенному экипажу. Конструкция самолёта обеспечивала возможность длительного полёта на малой высоте с большой скоростью.
Фюзеляж — полумонокок цилиндрической формы диаметром 2,95 м. Технологически фюзеляж делится на следующие агрегаты: передний отсек с носовым обтекателем; гермокабина экипажа; передний топливный отсек; средняя часть с отсеками для шасси; топливные контейнеры (кессон-баки); отсек спецгрузов (бомбы) с центропланом крыла; хвостовая часть с топливными отеками и парашютным контейнером и узлами крепления оперения.
Фонарь кабины пилотов, единственная выступающая часть фюзеляжа, снабжён передним остеклением из двойных наклонных плит закалённого стекла и иллюминаторами. Бомбовый отсек длиной более 10 м закрывается створками. В верхней части фюзеляжа расположен центроплан с болтовым креплением консолей крыла. Проводка системы управления и другие коммуникации были проложены по верху и низу фюзеляжа и закрывались легкосъёмными гаргротами.
Крыло — свободнонесущее, треугольной формы в плане, с изломом по передней кромке. Большой угол стреловидности корневой части крыла позволял увеличить строительную высоту бортовой нервюры и увеличить требуемый запас прочности. Технологически крыло делилось на кессон, переднюю часть кессона с носками и хвостовыми частями, пилоны двигателей и обтекатели крыльев стоек. Кессон и его передняя часть служили топливными баками. Крыло изготавливалось с использованием монолитных прессованных панелей. Основной силовой элемент крыла — кессон — состоял из трёх лонжеронов, прессованных панелей и нервюр.
Механизация крыла — щелевые закрылки, расположенные на внутренних частях консолей крыла. Элероны имели аэродинамическую компенсацию. На верхней поверхности крыла установлены аэродинамические гребни, являющиеся продолжением пилонов двигательных гондол. Ещё два двигателя располагаются в гондолах, закреплённых на торцевых концах крыла. Такое расположение двигателей позвонило получить аэродинамически «чистое» крыло, обладающее более высокими характеристиками.
Хвостовое оперение — цельноповоротный киль кессонной конструкции и цельноповоротный стабилизатор. Угол стреловидности киля и стабилизатора 54 градуса по передней кромке.
Шасси — велосипедной схемы, имело две главные четырёхколесные опоры и две крыльевые двухколёсные стойки. Главные стойки убирались в фюзеляж (передняя вперед, задняя назад), поддерживающие убирались в специальные ниши, расположенные в концевых сечениях крыла рядом с гондолами внешних двигателей. На задней основной опоре шасси предусмотрена установка тормозной лыжи.
Силовая установка — четыре турбореактивных двигателя с форсажными камерами. Двигатели размещаются в гондолах. Воздухозаборники — лобовые, сверхзвуковые, нерегулируемые. Выходные сопла двигателей регулируемые, эжекторного типа. Топливо размещается в фюзеляжных и крыльевых кессон-баках.
Вооружение — бомбовое вооружение массой до 30 т размещалось в грузоотсеке, где предполагалось также подвешивать сверхзвуковую управляемую крылатую ракету М-61 со складными плоскостями, имевшую дальность до 1000 км. На первом самолёте оборонительное вооружение отсутствовало, на серийных самолётах предполагалось применение кормовой пушечной установки с дистанционным управлением. 
М-50А в экспозиции Центрального музея ВВС РФ в Монине

## Дальнейшее развитие проекта
Дальнейшим развитием М-50 был проект М-52, который был оснащён реактивными двигателями 16-17. У него была изменена конструкция установки двигателей и добавлено дополнительное горизонтальное оперение на вершине киля. Самолёт был построен, однако лётных испытаний не проходил и в конце 1970-х годов был отправлен на слом.

## Модификации[2]
| М-50А | Прототип. Единственный летающий из всех созданных самолётов. Бортовой номер 023, после парада присвоили номер 12.                                                                                             |
| М-50  | Базовый вариант стратегического бомбардировщика |
| М-52  | Улучшенный вариант М-50. Был построен один экземпляр, но в небо так и не поднялся. |
| М-53  | Проект самолёта. Двигатели были размещены в подкрыльевых гондолах. |
| М-54  | Проект самолёта. Особенности — крыло малой стреловидности по задней кромке. |
| М-56  | Проект самолёта. Шесть двигателей размещены в двух пакетах. Фиксированное горизонтальное оперение. Отказ от перекачки топлива для выравнивания центра тяжести. Предполагаемая максимальная скорость до 3,2 М. |
| М-55  | Гражданский вариант М-56. Существовали варианты М-55А/Б/В. Отличия — число устанавливаемых двигателей и пассажирских кресел.                                                                                  |
| М-70  | Проект самолёта для ВМФ. Для взлёта и посадки использовалась гидролыжа, крыло стреловидного типа. |

## Тактико-технические характеристики
Источник данных: Совенко, 2005.
| ТТХ М-50 различных модификаций         |                                   |                                  |
|                                        | М-50 (проект)                     | М-50А                            |
| Технические характеристики             |                                   |                                  |
| Экипаж                                 | 2                                 | 2                                |
| Длина, м                               | 58,7                              | 58,21                            |
| Размах крыла с мотогондолами, м        | 25,1                              | 27,3                             |
| Высота, м                              | 8,65                              | 8,36                             |
| Площадь крыла, м²                      | 290,6                             | 290,6                            |
| Угол стреловидности по передней кромке | 57° (у корня) 54° (после излома)  | 57° (у корня) 54° (после излома) |
| Масса пустого, кг                      | 59 600                            | 78 860                           |
| Максимальная взлётная масса, кг        | 238 000                           | 118 000                          |
| Масса топлива, кг                      | 170 000                           | 66 000                           |
| Силовая установка                      | 4 × ТРДД М16-17                   | 2 × ТРДФ ВД-7МА 2 × ТРД ВД-7А    |
| Бесфорсажная тяга, кгс (кН)            | 4 × 18500 (181,4)                 | н/д 2 × 11000 (107,8)            |
| Форсажная тяга, кгс (кН)               | —                                 | 2 × 14500 (142,2) —              |
| Лётные характеристики                  |                                   |                                  |
| Максимальная скорость, км/ч            | 1900—2000                         | 1090                             |
| Практическая дальность, км             | 11 000 — 12 000                   | 3160                             |
| Практический потолок, м                | 15 000 — 16 000                   | 5000                             |
| Длина разбега, м                       | 2800                              | 2700                             |
| Длина пробега, м                       | 1200                              | 1750                             |
| Вооружение                             |                                   |                                  |
| Стрелково-пушечное                     | оборонительная установка в хвосте | —                                |
| Боевая нагрузка, кг                    | 30 000                            | 5000                             |